# بد کرویتسن
بد کرویتسن (به آلمانی: Bad Kreuzen) یک منطقهٔ مسکونی در اتریش است که در ناحیه پرگ واقع شده‌است. بد کرویتسن ۳۹٫۹ کیلومتر مربع مساحت دارد ۴۷۴ متر بالاتر از سطح دریا واقع شده‌است.